# 山崎真由美
山崎 真由美（やまざき まゆみ、1971年12月1日 - ）は、日本の元アイドル。
神奈川県横浜市神奈川区白楽出身。堀越高等学校卒業。

## 経歴
1986年9月25日に『夕やけニャンニャン』のオーディションに合格し、おニャン子クラブの中学生版であるB組の会員番号5番となる。他の4人は「ミス・セブンティーン」で合格して入っていた為、B組では唯一、番組内のオーディションで合格したメンバーである。
B組として番組内でも活動してきたが、1987年3月20日の「第4回卒業式」で43番から46番、B組4番冨永浩子と共におニャン子クラブを卒業した。その後、B組1番から3番はおニャン子クラブへと昇格し、現在でもB組メンバー扱いされている。それから5ヵ月後の8月31日の夕やけニャンニャンの最終回には出演したが、翌月のファイナルコンサートには出演しなかった。
同年、エブリワン・ミュージックに所属し、翌年の1988年4月1日、ポリドールより『瞳をみつめて』でソロデビュー。
その後2枚のシングルを発売するがヒットに恵まれることなく、1991年、事務所をイエローキャブへと移籍し、活動の場をグラビアへと移す。
移籍後は写真集を多数出版する。
さらに同じ事務所の細川ふみえ、藤崎仁美と「Lady's」（レディース）というグループを結成。その解散後は高原由妃と「LA-2」（ラ・トゥー）を結成したりと音楽活動も行っている。
『Mon Amour』で一度は乳首を披露、その後はセミヌードに後退したが、最後の写真集『Last Century』で再びヌードを披露した。
1994年に結婚を機に芸能界を引退。ハワイアンキルトをオアフのカハラで習い始める。現在では、主婦業のかたわら、海老名市の海老名カルチャーセンター、座間市、横浜市港北区日吉でハワイアンキルト教室を開き講師をつとめている。
現在はTikTok Live やYouTubeにて活動中。

## 音楽

### シングル
- 瞳をみつめて / 最後のデイト（1988年4月1日）
- チャイナタウン・ロンリー・ベイビー / 横浜 DOOL（1988年9月30日）
- YOU MAY STOP / 星の伝説（1989年4月25日）
- TANGO TANGO / IN THE NIGHT（1992年5月25日）※イエローキャブ在籍時

## 書籍

### 写真集
- GOOD LUCK（1988年9月10日）
- 真由美 / フレッシュ・スコラ5（1988年11月1日）
- あぶないオヤツ（1989年11月10日）
- Mon Amour（1991年8月20日）
- 挑発（1991年12月30日）
- Day Dream（1992年6月20日）
- もっと大胆に!もっとSEXYに!（1992年11月10日）
- MADURAR（1992年12月15日）
- 完熟生娘（1993年2月1日）
- サマートリップ（1993年7月）
- Last Century（1993年12月25日）

### 雑誌
- デラべっぴん No.86（1993年1月号、英知出版）表紙

## 作品

### ビデオ・DVD
- ACTRESS / グッドラック（1988年8月）
- ドラマチックにI LOVE YOU（1989年11月15日）
- FALL IN LOVE（1992年2月20日）
- Fascination（1992年5月1日）
- Lady's / Summer Night Dream '92（1992年）
- もっと大胆に!もっとSEXYに!（1992年11月10日）
- 乳華（1993年4月2日）
- SEXY女神（1994年4月23日）
- お宝ガールズ 山崎真由美（2000年5月6日）
- アイドル黄金伝説 山崎真由美（2002年7月26日）

## 出演

### バラエティ
- 熱帯夜アカデミー 「ツルーライトゾーン」（テレビ朝日）
- 熱帯夜アカデミー「Sixteen～16」（テレビ朝日）
- 熱帯夜アカデミー「Misty Blue」（テレビ朝日）
- あぶない少年（テレビ東京）
- スーパーJOCKEY （日本テレビ）

### 映画・オリジナルビデオ
- 放課後ラブ・クリニック（1992年7月24日）
- キスがいっぱい（1993年9月1日）
- パッパカパー3 神様奇跡をありがとう! 岩手水沢編（1994年7月21日）
- 麗霆゛子 レディース!!（1994年9月24日）※おニャン子仲間の渡辺美奈代主演